# Kollegiengebäude (Darmstadt)

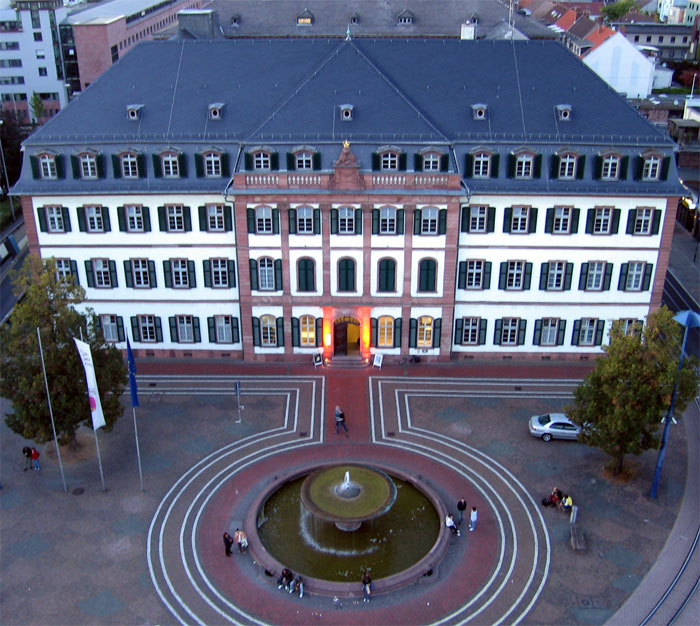
Kollegiengebäude (2007)

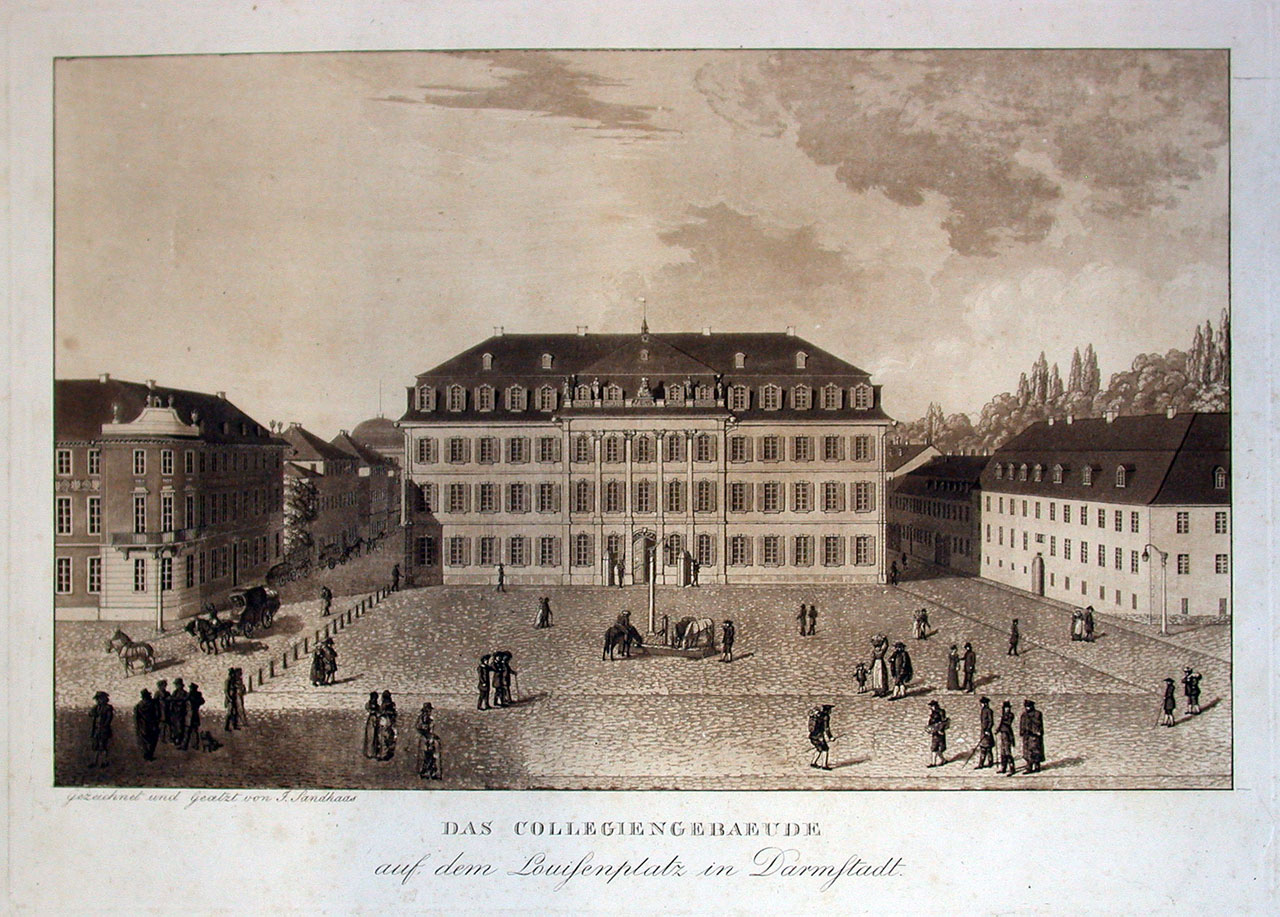
Ansicht des Collegiengebäudes am Luisenplatz nach 1781

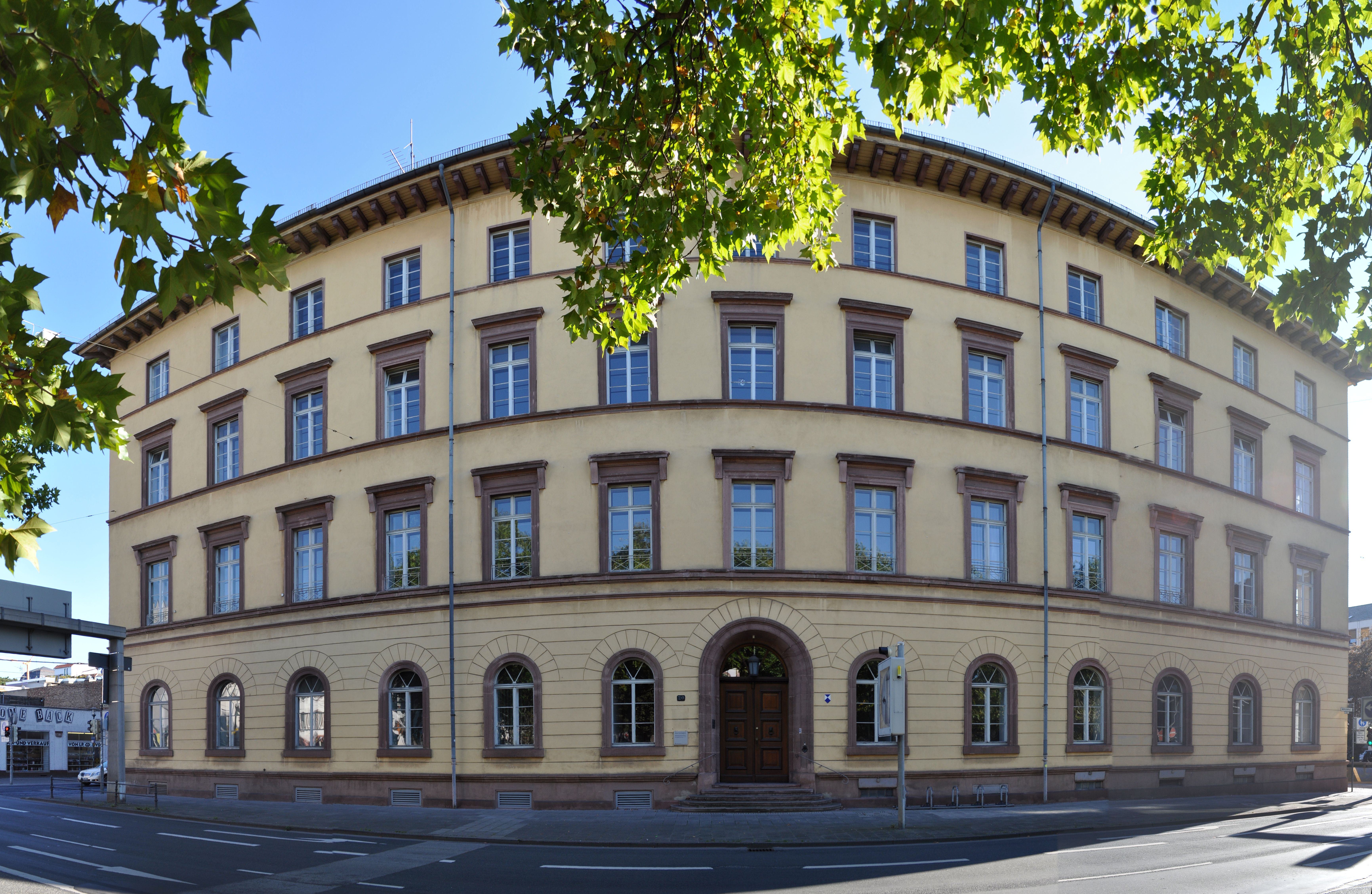
Neue Kanzlei (2011)

Das Kollegiengebäude in Darmstadt ist ein Bürogebäude am Luisenplatz und ein hessisches Kulturdenkmal. 

## Architektur und Geschichte
Nach dem Schlossbrand im Jahr 1715 waren Regierung und Verwaltung nur unzulänglich in der Alten Kanzlei am Weißen Turm untergebracht.
Das Kollegiengebäude wurde in den Jahren 1777–1780 am Luisenplatz als Sitz der Ministerien nach Plänen des Hanauer Oberbaudirektors Franz Ludwig von Cancrin erbaut.
Nach Franz Ludwig von Cancrins Vorstellungen sollte das Gebäude durch zwei an den Hauptbau anschließende Seitenflügel ergänzt werden, die zum Mathildenplatz hin in Kopfpavillons endeten.
Dieser Erweiterungsvorschlag wurde jedoch nicht realisiert.
In den Jahren 1825/26 entstand stattdessen das Neue Kanzleigebäude an der Südseite des Mathildenplatzes.
Das Neue Kanzleigebäude wurde nach Plänen von Georg Moller erbaut.
Das Kollegiengebäude wurde durch den 1845 errichteten Westflügel mit der Neuen Kanzlei verbunden; im Jahr 1889 wurde der Ostflügel errichtet.
Bei einem Luftangriff im Jahr 1944 wurde das Kollegiengebäude und die Erweiterungsbauten stark zerstört.
Zwischen 1949 und 1955 wurden die Gebäudeteile durch das Staatsbauamt äußerlich und weitgehend auch im Inneren originalgetreu wieder aufgebaut.
Nur im Obergeschoss der Kanzlei gab es größere Änderungen durch den Einbau eines Sitzungssaals.

## Das Kollegiengebäude heute
Seit dem Jahr 1953 befinden sich große Teile des Regierungspräsidiums in diesem ältesten Verwaltungsgebäude Darmstadts.
In dem Gebäudeensemble finden auch Ausstellungen und Konzerte statt.

## Sonstiges
In der Eingangshalle des Kollegiengebäudes erinnert eine Gedenktafel aus dem Jahr 1953 an die von den Nationalsozialisten hingerichteten Widerstandskämpfer Wilhelm Leuschner, Carlo Mierendorff und Ludwig Schwamb.  